# Eurípides d'Etòlia
Eurípides (en llatí Euripides o Euripidas, en grec antic Ευριπίδης Εὐρίπδας) fou un militar etoli.
Quan els seus compatriotes, amb l'ajut del rei d'Il·líria Escerdílides van ocupar Cynaetha, a Arcàdia l'any 220 aC, va ser nomenat governador la ciutat, però la va evacuar i la va incendiar davant la imminent arribada de forces macedònies, a les que Àrat de Sició havia demanat ajuda.
El 219 aC va ser enviat com a general a Elis, aliada de la Lliga Etòlia, i amb les forces sota el seu comandament va assolar les terres de Dime, Fares, i Tritaia, va derrotar a Miccos, general dels aqueus, i va ocupar la fortalesa de Teichos, prop del cap Araxos, des d'on va atacar territori enemic amb més eficàcia.
A l'hivern del 219 aC al 218 aC va avançar cap a Psofis a Arcàdia, on tenia els quarters d'hivern, i amb un cos de 2000 infants i 100 cavallers va envair territori de Sició, passant de nit al costat del campament macedoni a territori de Fliunt, sense ser conscient de la seva proximitat. Al matí va descobrir els macedonis i va intentar tornar a Psofis amb l'esperança de que no el descobrissin, però no ho va aconseguir i es va trobar amb els macedonis a la zona de muntanya prop d'Apelaure entre Fliunt i Estimfal. Llavors les seves forces es van desbandar i Eurípides va poder arribar a Psofis amb alguns dels seus però la majoria del grup va ser mort. Els macedonis van avançar llavors cap a Psofis i la van rendir. Eurípides va poder tornar a Etòlia segons els termes de la rendició.
El 217 C era altre cop general d'Elis, càrrec en el qual va substituir Pírries, i en aquesta campanya va devastar Acaia però Licos de Fares, el general dels aqueus, el va perseguir i derrotar. En parla Polibi.